# Brun hornnæb
Brun hornnæb (Anorrhinus tickelli) er en næsehornsfugl, der lever i det østlige Burma og i det vestlige Thailand.